# Ommatius malabaricus
Ommatius malabaricus là một loài ruồi trong họ Asilidae. Ommatius malabaricus được Joseph & Parui miêu tả năm 1997. Loài này phân bố ở miền Ấn Độ - Mã Lai.